# HC Sokol Katovice
HC Sokol Katovice (celým názvem: Hockey Club Sokol Katovice) je český klub ledního hokeje, který sídlí v městysi Katovice v Jihočeském kraji. V sezóně 1993/94 se klub zúčastnil baráže o 2. ligu. V dvojzápase s klubem HC Nový Jičín prvně podlehl 12:0, v tom druhém 9:2. Od sezóny 2011/12 působí ve Strakonickém okresním přeboru, páté české nejvyšší soutěži ledního hokeje. Klubové barvy jsou modrá a bílá.
Své domácí zápasy odehrává ve Strakonicích na tamějším zimním stadionu.

## Přehled ligové účasti
Stručný přehled
Zdroj:
- 1993–1994: Jihočeský krajský přebor (4. ligová úroveň v České republice)
- 2011–2020: Strakonický okresní přebor (5. ligová úroveň v České republice)
- 2020–?: Okresní přebor jihozápadních Čech (5. ligová úroveň v České republice)

Jednotlivé ročníky
Zdroj:
Legenda: ZČ - základní část, červené podbarvení - sestup, zelené podbarvení - postup, fialové podbarvení - reorganizace, změna skupiny či soutěže
| Česko (1993 – ) |                                   |           |          |                                                 |          |
| Sezóny          | Soutěž                            | Úroveň    | ZČ       | Play-off, nadstavba, sk. o udržení...           | Poznámky |
| 1993/94         | Jihočeský krajský přebor          | 4. úroveň | 1. místo |                                                 | Baráž    |
| ...             |                                   |           |          |                                                 |          |
| 2011/12         | Strakonický okresní přebor        | 5. úroveň | 6. místo |                                                 |          |
| 2012/13         | Strakonický okresní přebor        | 5. úroveň | 1. místo |                                                 |          |
| 2013/14         | Strakonický okresní přebor        | 5. úroveň | 3. místo |                                                 |          |
| 2014/15         | Strakonický okresní přebor        | 5. úroveň |          |                                                 |          |
| 2015/16         | Strakonický okresní přebor        | 5. úroveň | 3. místo |                                                 |          |
| 2016/17         | Strakonický okresní přebor        | 5. úroveň | 1. místo |                                                 |          |
| 2017/18         | Strakonický okresní přebor        | 5. úroveň | 1. místo |                                                 |          |
| 2018/19         | Strakonický okresní přebor        | 5. úroveň | 4. místo | Semifinále                                      |          |
| 2019/20         | Strakonický okresní přebor        | 5. úroveň | 1. místo |                                                 |          |
| 2020/21         | Okresní přebor jihozápadních Čech | 5. úroveň |          |                                                 |          |
| 2021/22         | Okresní přebor jihozápadních Čech | 5. úroveň |          | Semifinále (prohra 0:2 na zápasy s Drahonicemi) |          |
| 2022/23         | Okresní přebor jihozápadních Čech | 5. úroveň | 1. místo |                                                 |          |
| 2023/24         |                                   |           |          |                                                 |          |